# 黑幫帝國
《黑幫帝國》是一款回合制戰術的模擬遊戲，由Haemimont Games開發，Kalypso Media負責在Microsoft Windows、Mac OS X和Xbox 360上發售。

## 劇情
遊戲發生在美國禁酒令時期的1920年代（咆哮的二十年代），背景是大西洋縣的大西洋城，由於在這個時代禁止任何酒精，所以黑手黨組織能夠靠著非法的地下酒吧而變得強大起來。
在這個犯罪幫派統治城市的時代，玩家要在這個違法的大熔爐中創造自己的帝國。

## 外部連結
- Official games website（页面存档备份，存于）
- Omerta - City of Gangsters (inoff. Wiki)（页面存档备份，存于）
- Omerta - City of Gangsters on GoG.com (digital Download)